# Francesc I d'Àustria
Francesc II del Sacre Imperi Romanogermànic o Francesc I d'Àustria (Florència 1768 - Viena 1835) fou el darrer portador del mil·lenari títol d'emperador del Sacre Imperi Romanogermànic i primer emperador d'Àustria.

## Primers anys
Nascut a Florència, capital del Gran Ducat de Toscana, el dia 12 de febrer de 1768, essent fill de l'emperador Leopold II, emperador romanogermànic i de la infanta Maria Lluïsa d'Espanya, en aquell moment grans ducs de Toscana. Francesc era net per via paterna de l'emperador Francesc I, emperador romanogermànic i de l'arxiduquessa Maria Teresa I d'Àustria. En canvi, per via materna ho era del rei Carles III d'Espanya i de la princesa Maria Amàlia de Saxònia.
Com la seva família sabia que Francesc era probable que fos un futur emperador atès que al seu oncle Josep no li van sobreviure fills mascles de cap dels seus dos matrimonis, el 1784 el jove arxiduc va ser enviat a la Cort Imperial de Viena per educar-lo i preparar-lo per al seu futur rol.

## Vida política

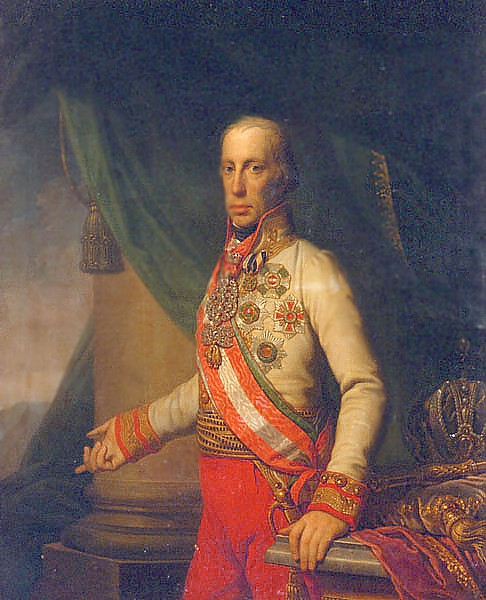
Imatge de Francesc II del Sacre Imperi Romanogermànic

L'any 1792 morí l'emperador Leopold II, Francesc rebé l'herència sencera del seu pare a excepció del Gran Ducat de Toscana que passà al seu germà, el gran duc Leopold II de Toscana. Francesc rebé els estats patrimonials de la família que incloïen l'Arxiducat d'Àustria i els Ducats d'Estíria, Caríntia i Carniola més el Comtat del Tirol i l'Àustria interior; a part rebé el Regne d'Hongria i de Bohèmia i els Països Baixos Austríacs i la capitania de l'Imperi Romanogermànic.

### Accés al tron

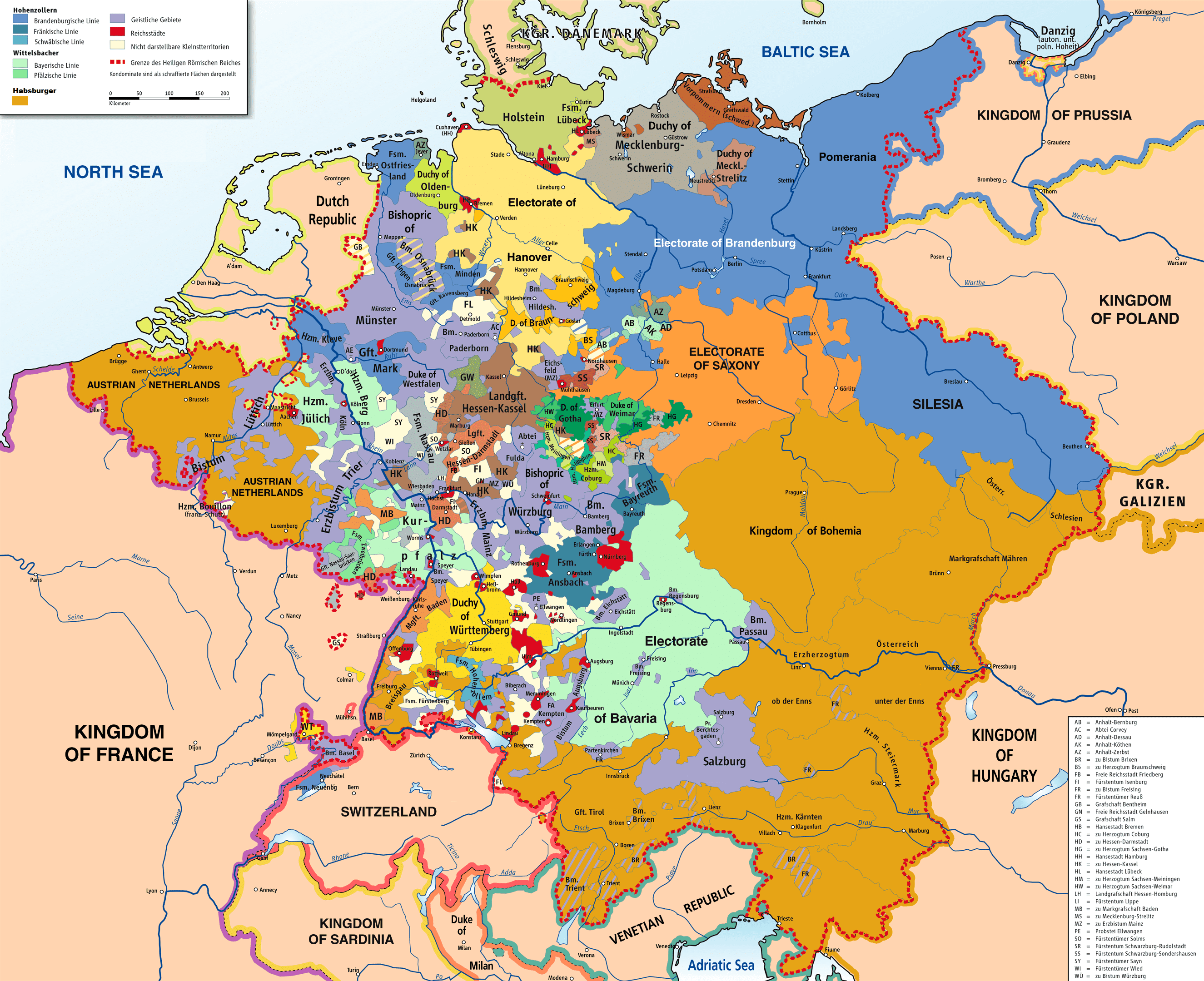
L'imperi i les seves subdivisions i vassalls en 1789

L'any 1792 Francesc accedí al tron austríac després de la mort del seu pare que havia regnat durant dos escassos anys. La situació de l'Imperi era complexa. D'una banda, els Habsburg eren atacats directament a Flandes on els Països Baixos austríacs havien estat ocupats parcialment per tropes franceses després de la batalla de Jemappes. De l'altra, els Habsburg eren atacats ideològicament, ja que les premisses de llibertat i igualtat de la Revolució eren vistes amenaçadores a conseqüència de la diversitat nacional dels territoris dels Habsburg. Les relacions entre Àustria i França es tornaren pèssimes amb l'esclat de la Revolució Francesa, en la que els revolucionaris francesos radicalitzats van trencar el poder de l'Església catòlica en 1790, van abolir la monarquia en 1792 i fins i tot van executar el deposat rei Lluís XVI de França i la seva tieta l'arxiduquessa Maria Antonieta d'Àustria a París en 1793 i pretenien estendre la Revolució més enllà de les fronteres de França, per mitjans violents si calia.

### Primera Coalició
Els austríacs declararen la guerra a la Primera República Francesa i formaren la Primera Coalició, que uní els exèrcits austríacs, prussians i d'altres estats alemanys contra França. L'avenç de les forces austroprussianes a França quedà deturat el 20 de setembre de 1792 gràcies al triomf dels exèrcits revolucionaris a la batalla de Valmy; a partir d'aleshores, Prússia veient que la campanya estava resultant més llarga i costosa del que s'havia previst, va decidir retirar-se de França. Francesc va comandar breument les forces aliades durant la campanya de Flandes de 1794 abans de lliurar el comandament al seu germà l'arxiduc Carles. Finalment, els francesos aconseguiren ocupar els territoris piemontesos de Niça i Savoia i formaren la República Lígur, mentre el general Custine va ocupar moltes poblacions a prop del Rin fins a arribar a Frankfurt. Als Països Baixos, Dumouriez derrotà els austríacs a la batalla de Jemappes el 6 de novembre, cosa que li va permetre ocupar el territori a principis de l'hivern. La Primera Coalició conclogué amb la firma del Tractat de Campo Formio on els francesos obtingueren definitivament Bèlgica, el control sobre gran part de la vall del Rin i la península italiana i la divisió de la República de Venècia entre Àustria i França.
La Revolució Francesa va impressionar profundament Francesc i va arribar a desconfiar del radicalisme en qualsevol forma. El 1794, es va descobrir una conspiració «jacobina» als exèrcits austríac i hongarès i els líders van ser jutjats, però les sentències només van vorejar el perímetre de la conspiració. Francesc va establir una àmplia xarxa d'espies policials i censors per controlar la dissidència i la censura també va prevaler.

### Segona Coalició
Els austríacs i el Regne Unit crearen una Segona Coalició que incloïa per primer cop a Rússia, que entrà en acció el 1799 amb diversos fronts de guerra a Itàlia i Suïssa. Els èxits inicials de la Coalició canviaren a partir de 1800. Napoleó Bonaparte va enviar al General Moreau a fer campanya a Alemanya, i va anar ell mateix a reunir un nou exèrcit a Dijon i marxar per Suïssa per atacar els exèrcits austríacs a Itàlia per darrere travessant els Alps pel pas del Gran Sant Bernat cap a Itàlia i derrotant els austríacs a la batalla de Marengo negociant la retirada austríaca del Piemont, Ligúria i la Llombardia. Moreau mentrestant, va envair Baviera i vencé els austríacs a les batalles d'Engen, Stockach, Moëskirch, Hochstadt, amb les que els austríacs van retirar-se fins al riu Inn, i els francesos van assegurar la riba esquerra del Danubi i prendre Múnic, i després Moreau va guanyar una gran batalla contra Àustria a batalla de Hohenlinden, avançant en direcció cap a Viena i els austríacs van demanar la pau amb l'armistici de Steyr el 25 de desembre. En la batalla del riu Mincio entre el 25 i 26 de desembre de 1800 el general Guillaume Brune va derrotar una força austríaca al comandament del general Heinrich von Bellegarde, que va retrocedir fins a Treviso, on es va signar l'armistici de Treviso el 16 de gener que portaria al tractat de Lunéville el febrer de 1801 quan els francesos estaven a 80 km de Viena, acceptant el control francès sobre el riu Rin i les repúbliques-satèl·lit franceses de la República Lígur i la República Batava. El 1802, el Regne Unit buscava la pau amb el tractat d'Amiens sense participació otomana, i Selim III va signar un tractat per separat amb França el 25 de juny de 1802, que restablia els privilegis francesos a l'imperi anteriors a la guerra.

### Tercera Coalició. L'imperi es dissol
La derrota a la batalla d'Austerlitz on l'exèrcit de la Tercera Coalició fou anorreat per l'exèrcit francès va significar que Francesc hagués d'acceptar els termes del tractat de Pressburg. Els Habsburg van perdre les seves últimes possessions a Itàlia, Llombardia va tornar a França, i Venècia, Ístria i Dalmàcia es van afegir al Regne napoleònic d'Itàlia mentre que el Tirol i el Vorarlberg van caure en mans de Baviera. Amb aquests guanys territorials, amb el consentiment de Napoleó, a principis de 1806 es va establir el Regne de Baviera i el Regne de Württemberg. Napoleó declarava la constitució de l'Imperi abolida i els principats del Rin es van independitzar l'1 d'agost de 1806 formant la Confederació del Rin, Les demandes d'Àustria sobre els estats alemanys es van rebutjar sense excepció. El 6 d'agost de 1806 Francesc va dissoldre el Sacre Imperi Romanogermànic doncs no volia que Napoleó, la liderava Confederació amb el títol de Protector, fos el seu successor. Aquesta acció va ser reconeguda per Jordi III del Regne Unit que també era l'Elector de Hannover i que havia perdut els seus territoris alemanys al voltant de Hannover, incorporats al nou Regne de Westfàlia. Els dominis de Francesc es limitaren al nou Imperi Austríac, que governà com Francesc I d'Àustria, i els seus successors van continuar titulant-se emperadors d'Àustria fins al 1918. L'emperador esdevingué emperador d'Àustria i obtingué diferents territoris secularitzats entre els quals destaca el Bisbat de Salzburg.

### Cinquena Coalició.
Malgrat la derrota a la Tercera Coalició, Francesc intentà de nou un atac contra França el 1809 amb una Cinquena Coalició aprofitant l'ocupació francesa d'Espanya. Després de les derrotes a la batalla de Wagram i la batalla de Znaim, la pau formal no va ser acordada fins que es va signar el Tractat de Schönbrunn el 14 d'octubre de 1809, que finalment va posar fi a la cinquena coalició, perdent encara més territori enfront de Napoleó. Johann Philipp von Stadion va presentar la seva renúncia com a ministre d'Afers Exteriors, l'emperador va oferir immediatament el lloc a Klemens Wenzel Lothar von Metternich, i preocupat que Napoleó se n'aprofités per exigir unes condicions de pau més dures, va nomenar-lo ministre d'Estat per dirigir les negociacions amb els francesos, entenent que substituiria més tard Stadion com a ministre d'Afers Exteriors. Francesc hagué de permetre el casament de la seva filla primogènita, l'arxiduquessa Maria Lluïsa d'Àustria amb Napoleó Bonaparte per garantir la supervivència de l'Imperi. Malgrat tot, Francesc es convertí en un vassall de Napoleó, aquest canvi li costa a Francesc perdre gran part del seu prestigi internacional que l'afectà greument en el control d'Alemanya al llarg del segle xix en detriment del Regne de Prússia.

### Sisena Coalició
Klemens Wenzel Lothar von Metternich va acompanyar el seu sobirà per a una reunió final amb Napoleó Bonaparte a Dresden el maig de 1812 abans que s'embarqués en la Invasió francesa de Rússia. La reunió de Dresden va revelar que la influència d'Àustria a Europa havia arribat al seu punt més baix, i Metternich estava ara decidit a restablir-la mitjançant el que considerava forts llaços amb totes les parts de la guerra, proposant converses generals de pau encapçalades per Àustria. Durant els següents tres mesos, aniria distanciant lentament Àustria de la causa francesa, tot evitant aliances amb Prússia o Rússia, i quedant obert a qualsevol proposta que assegurés un lloc per a la combinació de la dinastia Bonaparte-Habsburg per evitar que si Napoleó fos derrotat, Rússia i Prússia guanyarien massa. L'aliança d'Àustria amb França va acabar el febrer de 1813, i Àustria va passar a una posició de neutralitat armada.
Napoleó era intransigent, i després del desastre de la Grande Armée a Rússia, Àustria, Rússia i Prússia, les potències continentals que havien estat constantment humiliades per Napoleó en diverses guerres al llarg de tota una dècada, van veure finalment una oportunitat de derrotar-lo. Àustria liderà la Coalició i s'erigí en principal estat-líder, i Napoleó finalment va ser derrotat en la batalla de Leipzig en Saxònia, l'octubre de 1813, i van emprendre la reeixida invasió de França el 1814, que va forçar a Napoleó a abdicar i va obrir el camí a la restauració dels Borbó. Metternich liderà el Congrés de Viena que instaurà certa hegemonia austríaca al continent europeu.

### Congrés de Viena i la Santa Aliança

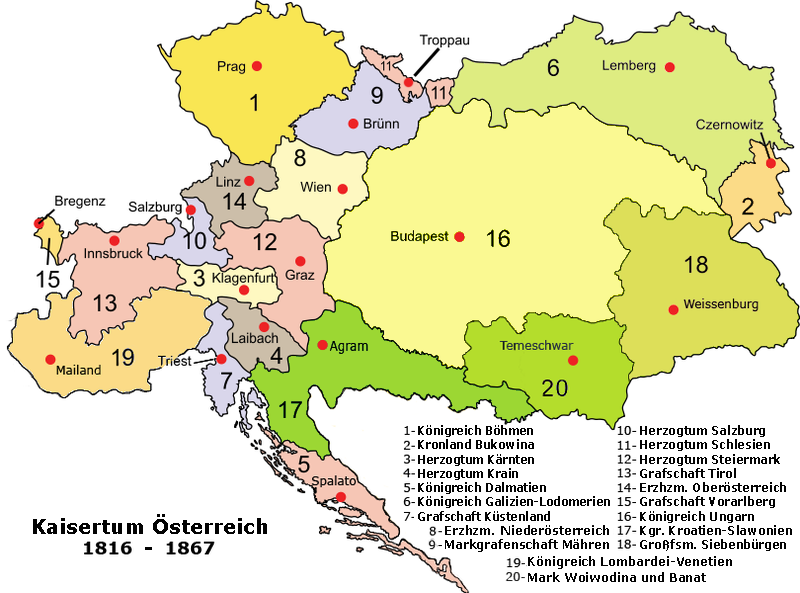
L'Imperi Austríac, entre 1816 i 1867.

El Congrés de Viena reportà important guanys territorials a Àustria, incorporant el Regne Llombardovènet de nova creació, amb les antigues Províncies Il·líriques, que comprenien Dalmàcia, Eslovènia i Ístria. D'una banda, se li consolidaren les annexions territorials provinents d'antics territoris secularitzats, com ara Salzburg o Trento. De l'altra, noves incorporacions territorials com els territoris de l'antiga República de Venècia.
A més a més, el Congrés creà una nova organització, la Confederació Germànica, substituta de l'Imperi que d'alguna manera permeté a Àustria mantenir cert control sobre Alemanya per mantenir la seguretat dels múltiples petits estats del desaparegut Sacre Imperi Romanogermànic, segons es determinà en el Tractat de París de 1814, La presidència honorífica corresponia a l'emperador d’Àustria.
El Congrés també establí la Santa Aliança, una institució político-militar de tres països amb monarques absoluts (Àustria, Prússia i Rússia), encarregada de garantir el manteniment de l'ordre procedent de l'Antic Règim arreu i evitar noves sublevacions liberals. Durant la dècada de 1820, Àustria dirigí importants maniobres militars al Regne de les Dues Sicílies per tal de garantir l'absolutisme borbònic i controlar les aspiracions liberals dels napolitans. Els anys 1815 - 1835, es consolidà el sistema de relacions exteriors basat amb el model Metternich. Internament, l'emperador realitzà escasses reformes que contribuïren a certa decadència de l'Imperi dels Habsburg al llarg del segle xix arran de la seva incapacitat per establir un estat nació al seu territori. Francesc I morí a Viena l'any 1835. La corona austríaca passà al seu fill primogènit, el poc capacitat Ferran I d'Àustria.

## Família
|  |                                           |  |  |  |  |  |  |  |  |  |  |  |  |  |  |  |
|  | 16. Carles V de Lorena                    |  |  |  |  |  |  |  |  |  |  |  |  |  |  |  |
|  |                                           |  |  |  |  |  |  |  |  |  |  |  |  |  |  |  |
|  |                                           |  |  |  |  |  |  |  |  |  |  |  |  |  |  |  |
|  | 8. Leopold I de Lorena                    |  |  |  |  |  |  |  |  |  |  |  |  |  |  |  |
|  |                                           |  |  |  |  |  |  |  |  |  |  |  |  |  |  |  |
|  |                                           |  |  |  |  |  |  |  |  |  |  |  |  |  |  |  |
|  | 17. Elionor Maria d'Àustria               |  |  |  |  |  |  |  |  |  |  |  |  |  |  |  |
|  |                                           |  |  |  |  |  |  |  |  |  |  |  |  |  |  |  |
|  |                                           |  |  |  |  |  |  |  |  |  |  |  |  |  |  |  |
|  | 4. Francesc III de Lorena                 |  |  |  |  |  |  |  |  |  |  |  |  |  |  |  |
|  |                                           |  |  |  |  |  |  |  |  |  |  |  |  |  |  |  |
|  |                                           |  |  |  |  |  |  |  |  |  |  |  |  |  |  |  |
|  | 18. Felip II d'Orléans                    |  |  |  |  |  |  |  |  |  |  |  |  |  |  |  |
|  |                                           |  |  |  |  |  |  |  |  |  |  |  |  |  |  |  |
|  |                                           |  |  |  |  |  |  |  |  |  |  |  |  |  |  |  |
|  | 9. Elisabet Carlota d'Orleans             |  |  |  |  |  |  |  |  |  |  |  |  |  |  |  |
|  |                                           |  |  |  |  |  |  |  |  |  |  |  |  |  |  |  |
|  |                                           |  |  |  |  |  |  |  |  |  |  |  |  |  |  |  |
|  | 19. Elisabet Carlota del Palatinat        |  |  |  |  |  |  |  |  |  |  |  |  |  |  |  |
|  |                                           |  |  |  |  |  |  |  |  |  |  |  |  |  |  |  |
|  |                                           |  |  |  |  |  |  |  |  |  |  |  |  |  |  |  |
|  | 2. Leopold II                             |  |  |  |  |  |  |  |  |  |  |  |  |  |  |  |
|  |                                           |  |  |  |  |  |  |  |  |  |  |  |  |  |  |  |
|  |                                           |  |  |  |  |  |  |  |  |  |  |  |  |  |  |  |
|  | 20. Leopold I                             |  |  |  |  |  |  |  |  |  |  |  |  |  |  |  |
|  |                                           |  |  |  |  |  |  |  |  |  |  |  |  |  |  |  |
|  |                                           |  |  |  |  |  |  |  |  |  |  |  |  |  |  |  |
|  | 10. Carles VI                             |  |  |  |  |  |  |  |  |  |  |  |  |  |  |  |
|  |                                           |  |  |  |  |  |  |  |  |  |  |  |  |  |  |  |
|  |                                           |  |  |  |  |  |  |  |  |  |  |  |  |  |  |  |
|  | 21. Elionor del Palatinat-Neuburg         |  |  |  |  |  |  |  |  |  |  |  |  |  |  |  |
|  |                                           |  |  |  |  |  |  |  |  |  |  |  |  |  |  |  |
|  |                                           |  |  |  |  |  |  |  |  |  |  |  |  |  |  |  |
|  | 5. Maria Teresa I d'Àustria               |  |  |  |  |  |  |  |  |  |  |  |  |  |  |  |
|  |                                           |  |  |  |  |  |  |  |  |  |  |  |  |  |  |  |
|  |                                           |  |  |  |  |  |  |  |  |  |  |  |  |  |  |  |
|  | 22. Lluís Rodolf de Brunsvic-Wolfenbüttel |  |  |  |  |  |  |  |  |  |  |  |  |  |  |  |
|  |                                           |  |  |  |  |  |  |  |  |  |  |  |  |  |  |  |
|  |                                           |  |  |  |  |  |  |  |  |  |  |  |  |  |  |  |
|  | 11. Elisabet de Brunswick                 |  |  |  |  |  |  |  |  |  |  |  |  |  |  |  |
|  |                                           |  |  |  |  |  |  |  |  |  |  |  |  |  |  |  |
|  |                                           |  |  |  |  |  |  |  |  |  |  |  |  |  |  |  |
|  | 23. Cristina Lluïsa d'Oettingen-Oettingen |  |  |  |  |  |  |  |  |  |  |  |  |  |  |  |
|  |                                           |  |  |  |  |  |  |  |  |  |  |  |  |  |  |  |
|  |                                           |  |  |  |  |  |  |  |  |  |  |  |  |  |  |  |
|  | 1. Francesc I d'Àustria                   |  |  |  |  |  |  |  |  |  |  |  |  |  |  |  |
|  |                                           |  |  |  |  |  |  |  |  |  |  |  |  |  |  |  |
|  |                                           |  |  |  |  |  |  |  |  |  |  |  |  |  |  |  |
|  | 24. Lluís de França                       |  |  |  |  |  |  |  |  |  |  |  |  |  |  |  |
|  |                                           |  |  |  |  |  |  |  |  |  |  |  |  |  |  |  |
|  |                                           |  |  |  |  |  |  |  |  |  |  |  |  |  |  |  |
|  | 12. Felip V d'Espanya                     |  |  |  |  |  |  |  |  |  |  |  |  |  |  |  |
|  |                                           |  |  |  |  |  |  |  |  |  |  |  |  |  |  |  |
|  |                                           |  |  |  |  |  |  |  |  |  |  |  |  |  |  |  |
|  | 25. Maria Anna de Baviera                 |  |  |  |  |  |  |  |  |  |  |  |  |  |  |  |
|  |                                           |  |  |  |  |  |  |  |  |  |  |  |  |  |  |  |
|  |                                           |  |  |  |  |  |  |  |  |  |  |  |  |  |  |  |
|  | 6. Carles III d'Espanya                   |  |  |  |  |  |  |  |  |  |  |  |  |  |  |  |
|  |                                           |  |  |  |  |  |  |  |  |  |  |  |  |  |  |  |
|  |                                           |  |  |  |  |  |  |  |  |  |  |  |  |  |  |  |
|  | 26. Eduard II Farnese                     |  |  |  |  |  |  |  |  |  |  |  |  |  |  |  |
|  |                                           |  |  |  |  |  |  |  |  |  |  |  |  |  |  |  |
|  |                                           |  |  |  |  |  |  |  |  |  |  |  |  |  |  |  |
|  | 13. Isabel Farnese                        |  |  |  |  |  |  |  |  |  |  |  |  |  |  |  |
|  |                                           |  |  |  |  |  |  |  |  |  |  |  |  |  |  |  |
|  |                                           |  |  |  |  |  |  |  |  |  |  |  |  |  |  |  |
|  | 27. Dorotea Sofia del Palatinat-Neuburg   |  |  |  |  |  |  |  |  |  |  |  |  |  |  |  |
|  |                                           |  |  |  |  |  |  |  |  |  |  |  |  |  |  |  |
|  |                                           |  |  |  |  |  |  |  |  |  |  |  |  |  |  |  |
|  | 3. Maria Lluïsa d'Espanya                 |  |  |  |  |  |  |  |  |  |  |  |  |  |  |  |
|  |                                           |  |  |  |  |  |  |  |  |  |  |  |  |  |  |  |
|  |                                           |  |  |  |  |  |  |  |  |  |  |  |  |  |  |  |
|  | 28. August II de Polònia                  |  |  |  |  |  |  |  |  |  |  |  |  |  |  |  |
|  |                                           |  |  |  |  |  |  |  |  |  |  |  |  |  |  |  |
|  |                                           |  |  |  |  |  |  |  |  |  |  |  |  |  |  |  |
|  | 14. Frederic August II de Saxònia         |  |  |  |  |  |  |  |  |  |  |  |  |  |  |  |
|  |                                           |  |  |  |  |  |  |  |  |  |  |  |  |  |  |  |
|  |                                           |  |  |  |  |  |  |  |  |  |  |  |  |  |  |  |
|  | 29. Cristiana de Brandenburg-Bayreuth     |  |  |  |  |  |  |  |  |  |  |  |  |  |  |  |
|  |                                           |  |  |  |  |  |  |  |  |  |  |  |  |  |  |  |
|  |                                           |  |  |  |  |  |  |  |  |  |  |  |  |  |  |  |
|  | 7. Maria Amàlia de Saxònia                |  |  |  |  |  |  |  |  |  |  |  |  |  |  |  |
|  |                                           |  |  |  |  |  |  |  |  |  |  |  |  |  |  |  |
|  |                                           |  |  |  |  |  |  |  |  |  |  |  |  |  |  |  |
|  | 30. Josep I                               |  |  |  |  |  |  |  |  |  |  |  |  |  |  |  |
|  |                                           |  |  |  |  |  |  |  |  |  |  |  |  |  |  |  |
|  |                                           |  |  |  |  |  |  |  |  |  |  |  |  |  |  |  |
|  | 15. Maria Josepa d'Àustria                |  |  |  |  |  |  |  |  |  |  |  |  |  |  |  |
|  |                                           |  |  |  |  |  |  |  |  |  |  |  |  |  |  |  |
|  |                                           |  |  |  |  |  |  |  |  |  |  |  |  |  |  |  |
|  | 31. Amàlia Guillema de Brunsvic-Lüneburg  |  |  |  |  |  |  |  |  |  |  |  |  |  |  |  |
|  |                                           |  |  |  |  |  |  |  |  |  |  |  |  |  |  |  |
|  |                                           |  |  |  |  |  |  |  |  |  |  |  |  |  |  |  |

## Matrimoni i descendència
L'encara arxiduc Francesc d'Àustria contragué matrimoni en primeres núpcies amb la duquessa Elisabet de Württemberg, filla del duc Frederic II Eugeni de Württemberg i de la marcgravina Frederica de Brandenburg-Schwedt. Les noces tingueren lloc a Viena el 6 de gener de 1788. La parella tingué una única filla:
- SAIR l'arxiduquessa Lluïsa d'Àustria, nada a Viena el 1790 i morta a Viena el 1791.

La duquessa Elisabet de Württemberg morí a Viena el 18 de febrer de 1790 a conseqüència del part de la seva única filla.
Mesos després, el dia 15 d'agost de 1790 contragué matrimoni per poders a Nàpols amb la princesa Maria Teresa de Borbó-Dues Sicílies. El casament es ratificà a Viena el dia 19 de setembre de 1790. Maria Teresa era filla del rei Ferran I de les Dues Sicílies i de l'arxiduquessa Maria Carolina d'Àustria. Francesc i Maria Teresa eren cosins germans dobles, ja que Ferran I de les Dues Sicílies era germà de Maria Lluïsa d'Espanya, i Maria Carolina d'Àustria ho era de Leopold II, emperador romanogermànic.
La parella tingué tretze fills:
- SAIR l'arxiduquessa Maria Lluïsa d'Àustria, nada a Viena el 1791 i morta a Viena el 1847. Es casà amb l'emperador Napoleó I de França el 1810 en primeres núpcies; en segones núpcies amb el comte Adam Adalbert von Neipperg; i en terceres núpcies, amb el comte Charles de Bombelles.
- SM l'emperador Ferran I d'Àustria, nat el 1793 a Viena i mort el 1875 a Praga. Es casà amb la princesa Maria Anna de Savoia.
- SAIR l'arxiduquessa Maria Carolina d'Àustria, nada a Viena el 1794 i morta a Viena el 1795.
- SAIR l'arxiduquessa Carolina d'Àustria, nada a Viena el 1795 i morta al Castell de Hetzendorf el 1799.
- SAIR l'arxiduquessa Maria Leopoldina d'Àustria, nada a Viena el 1797 i morta a Rio de Janeiro el 1826. Es casà amb el rei Pere IV de Portugal.
- SAIR l'arxiduquessa Maria Clementina d'Àustria, nada a Viena el 1798 i morta al Castell de Chantilly el 1884. Es casà amb el príncep Leopold de Borbó-Dues Sicílies.
- SAIR l'arxiduc Josep Francesc d'Àustria, nat el 1799 a Viena i mort el 1807 al Palau de Laxenburg.
- SAIR l'arxiduquessa Maria Carolina d'Àustria, nada a Viena el 1801 i morta a Dresden el 1832. Es casà amb el rei Frederic August II de Saxònia.
- SAIR l'arxiduc Francesc Carles d'Àustria, nat a Viena el 1802 i mort a Viena el 1878. Es casà amb la princesa Sofia de Baviera.
- SAIR l'arxiduquessa Maria Anna d'Àustria, nada a Viena el 1804 i morta el 1858 a Baden bei Wien.
- SAIR l'arxiduc Joan d'Àustria, nat a Viena el 1805 i mort el 1809
- SAIR l'arxiduquessa Amàlia d'Àustria, nada a Viena el 1807 i morta el mateix any a la mateixa ciutat.

Maria Teresa morí a Viena el dia 13 d'abril de 1807. Mesos després, Francesc contragué terceres núpcies amb l'arxiduquessa Maria Lluïsa d'Àustria-Este a Viena el dia 6 de gener de 1808. Maria Lluïsa era filla del duc Ferran III de Mòdena i de la princesa Maria Beatriu d'Este. La parella no tingué descendència i Maria Lluïsa morí a Viena el dia 7 d'abril de 1816.
Francesc es casà en quartes núpcies amb la princesa Carolina de Baviera, Carolina era filla del rei Maximilià I Josep de Baviera i de la landgravina Augusta de Hessen-Darmstadt. La parella contragué matrimoni a Múnic el 29 d'octubre de 1816. Carolina havia estat casada amb el rei Guillem I de Württemberg de qui la Santa Església havia anul·lat el matrimoni. La parella no tingué descendència.